# Thomas Kuhn
Thomas Samuel Kuhn (Cincinnati, 18 luglio 1922 – Cambridge, 17 giugno 1996) è stato un fisico, storico e filosofo statunitense.

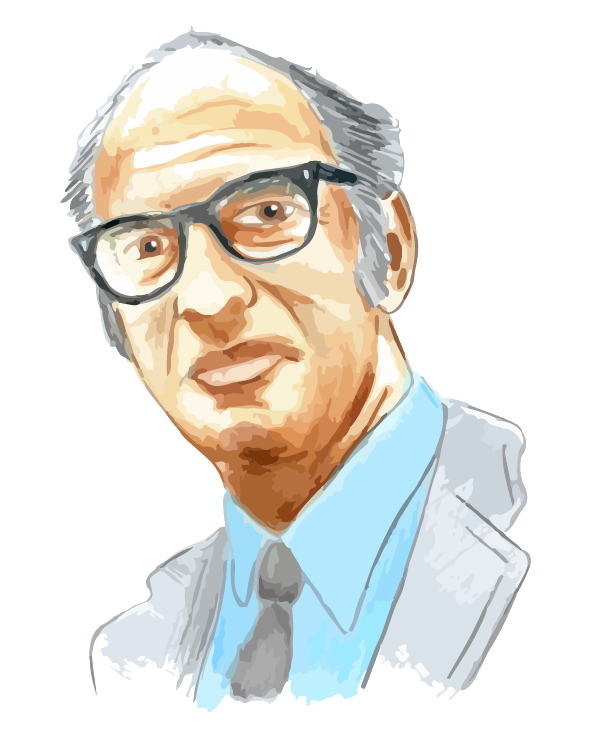
Thomas S. Kuhn

Epistemologo, scrisse diversi saggi di storia della scienza, sviluppando alcune fondamentali nozioni di filosofia della scienza. Formulò un'epistemologia alternativa a quella del falsificazionismo di Karl Popper, suo principale bersaglio polemico.

## Biografia
Nasce da una famiglia ebraica della borghesia di Cincinnati, negli USA. La vita accademica di Thomas Kuhn inizia nell'ambito della fisica. In seguito egli si sposta in quello della storia della scienza, e mentre la sua carriera si sviluppa, Kuhn si avvicina alla filosofia della scienza, pur conservando un forte interesse per la storia della fisica. Nel 1943, si laurea ad Harvard summa cum laude in fisica. Nel periodo successivo trascorre il resto degli anni della guerra nella ricerca relativa al radar, prima ad Harvard e dopo in Europa.
Consegue la laurea magistrale nel 1946 in fisica, e il dottorato nel 1949, in filosofia della scienza. Kuhn entra nella prestigiosa Society of Fellows di Harvard di cui faceva parte W. V. Quine. Fino al 1956, Kuhn insegna ad Harvard. Ciò gli dà l'opportunità di studiare nel dettaglio storici testi scientifici. La sua iniziale perplessità circa la lettura dell'opera scientifica di Aristotele diventa un'esperienza formativa, seguita da una più o meno improvvisa capacità di comprendere Aristotele correttamente, non distorta dalla conoscenza della scienza successiva. Questo porta Kuhn a concentrarsi sulla storia della scienza e viene nominato professore associato nell'educazione generale e nella storia della scienza. Durante questo periodo, il suo lavoro si focalizza sulla teoria della materia del XVIII secolo e sulla storia della termodinamica. 
Kuhn in seguito studia la storia dell'astronomia, e nel 1957 pubblica il suo primo libro, La Rivoluzione copernicana. Nel 1961 Kuhn diviene professore ordinario all'Università della California a Berkeley, in quanto trasferitosi nel 1956 per insegnarvi storia della scienza, ma nel dipartimento di filosofia. Questo gli permette di sviluppare l'interesse per la filosofia della scienza. Nel 1962 pubblica il suo testo fondamentale, La struttura delle rivoluzioni scientifiche. Nel 1964 entra a far parte dell'Università di Princeton come professore di Filosofia e Storia della Scienza. Dal 1979 al 1991, insegna al MIT di Boston. Nel 1982 viene premiato con la Medaglia George Sarton per la Storia della Scienza. Nel 1989, viene eletto presidente della Philosophy of Science Association, dopo esserne stato membro solo per pochi anni. Muore di cancro nel 1996, all'età di 73 anni.

## Pensiero
Nella sua opera più celebre e conosciuta, La struttura delle rivoluzioni scientifiche (1962), Kuhn sostiene che il progresso scientifico non sia un cumulo di conoscenze teso a scoprire la verità, ma un'alternanza tra una scienza normale e "rivoluzioni scientifiche", a partire da un gruppo di elementi che tendono ad articolarsi e specializzarsi (cambiamento di paradigma) .
Il modo migliore per valutare l'impatto del pensiero di Kuhn consiste nel misurare l'effetto della sua opera sul vocabolario della storia della scienza: accanto agli "slittamenti di paradigma", Kuhn impone l'uso del termine "paradigma" per indicare l'insieme di teorie, leggi e strumenti che definiscono una tradizione di ricerca in cui le teorie sono accettate universalmente.
(Thomas Kuhn, La struttura delle rivoluzioni scientifiche, p.121)
Conia l'espressione scienza normale per riferirsi al lavoro di routine degli scienziati che seguono un determinato paradigma, ed è uno dei principali artefici dell'uso dell'espressione "rivoluzioni scientifiche", declinata al plurale per poterla distinguere dalla "rivoluzione scientifica" sviluppatasi tra la fine del Rinascimento e il Seicento.
A seguito di una di queste rivoluzioni scientifiche cambia il paradigma di riferimento. Il criterio con cui un paradigma risulta vincitore sugli altri consiste nella sua forza persuasiva e nel grado di consenso all'interno della comunità scientifica. Il paradigma usato dagli scienziati va considerato, secondo Kuhn, come teorico e arbitrario, in quanto è possibile verificare solamente una parte del paradigma stesso, un suo specifico elemento.

### Le "Fasi" della Scienza per Kuhn

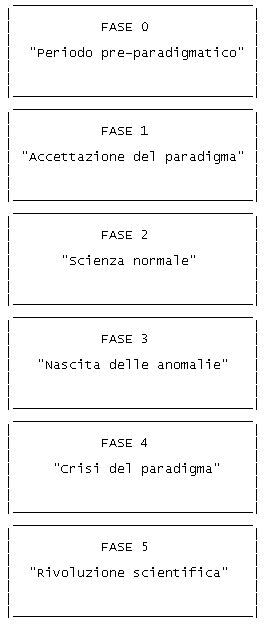
Schematizzazione delle fasi della scienza descritte da Thomas Kuhn

Kuhn afferma che la scienza attraversa ciclicamente alcune fasi indicative della sua operatività. Per Kuhn la scienza è paradigmatica, e la demarcazione tra scienza e pseudoscienza è riconducibile all'esistenza di un paradigma.
L'evoluzione del progresso scientifico viene assimilata ad una curva continua che in corrispondenza dei cambi di paradigma subisce delle discontinuità o salti quantici. Kuhn suddivide l'evoluzione di un paradigma in cinque fasi.
La Fase 0 è il periodo chiamato pre-paradigmatico, caratterizzato dall'esistenza di molte scuole differenti in competizione tra di loro prive di un sistema di principi condivisi. In questa fase, lo sviluppo di una scienza assomiglia più a quello delle arti e presenta molta confusione. A un certo punto della storia della scienza in esame, viene sviluppata una teoria in grado di spiegare molti degli effetti studiati dalle scuole precedenti; nasce così il paradigma, l'insieme di teorie, leggi e strumenti che definiscono una tradizione di ricerca all'interno della quale le teorie sono accettate da tutti i cultori.
Questa adesione condivisa dà inizio alla Fase 1, ovvero, l'accettazione del paradigma. Una volta definito il paradigma ha inizio la Fase 2, ovvero, quella che Kuhn chiama la scienza normale. Nel periodo di scienza normale gli scienziati sono visti come risolutori di problemi, lavorando per migliorare l'accordo tra il paradigma e la natura. Questa fase, infatti, è basata sull'insieme dei principi di fondo dettati dal paradigma, che non vengono messi in discussione, ma ai quali, anzi, è affidato il compito di indicare le coordinate dei lavori successivi. In tale fase vengono sviluppati gli strumenti di misura con cui si svolge l'attività sperimentale, vengono prodotti la maggior parte degli articoli scientifici, ed i suoi risultati costituiscono la maggior parte della crescita della conoscenza scientifica.
Durante la fase di scienza normale si otterranno sia successi, che insuccessi, che per Kuhn, prendono il nome di anomalie, ovvero eventi che vanno contro il paradigma. Lo scienziato normale, da buon risolutore di problemi quale è, tenta di risolvere tali anomalie.
Si passa così alla Fase 3, nella quale il ricercatore si scontra con le anomalie. Quando il fallimento è particolarmente ostinato o evidente, può avvenire che l'anomalia metta in dubbio tecniche e credenze consolidate, aprendo così la Fase 4, ovvero la crisi del paradigma.
Come conseguenza della crisi, in tale periodo si creeranno paradigmi diversi. Tali nuovi paradigmi non nasceranno quindi dai risultati raggiunti dalla teoria precedente ma, piuttosto, dall'abbandono degli schemi precostituiti del paradigma dominante.
Si entra così nella Fase 5, la rivoluzione (scientifica). Nel periodo di scienza straordinaria, si aprirà una discussione all'interno della comunità scientifica su quali dei nuovi paradigmi accettare.
Però non sarà necessariamente il paradigma più "vero" o il più efficiente ad imporsi, ma quello in grado di catturare l'interesse di un numero sufficiente di scienziati, e di guadagnarsi la fiducia della comunità scientifica. I paradigmi che partecipano a tale scontro, secondo Kuhn, non condividono nulla, neanche le basi e quindi non sono paragonabili (sono "incommensurabili"). La scelta del paradigma avviene, come detto, per basi socio-psicologiche oppure biologiche (giovani scienziati sostituiscono quelli anziani). La battaglia tra paradigmi risolverà la crisi, sarà nominato il nuovo paradigma e la scienza sarà riportata a una Fase 1.

## Critiche
Il pensiero di Kuhn è stato contestato su vari punti:
- Il fatto che la scienza sia il risultato di un consenso, piuttosto   che di criteri oggettivi, fa nascere sospetti di relativismo;
- La storia delle scienze naturali mostra che per lunghi periodi molti paradigmi hanno coabitato in maniera conflittuale senza che uno di essi si imponesse come "scienza normale". In particolare quest'aspetto è emerso dalle ricerche di Imre Lakatos, esposte nel suo testo Critica e crescita della conoscenza;
- Donald Davidson ha obiettato che il concetto d'incommensurabilità dei paradigmi scientifici in competizione fra loro è logicamente inconsistente.[8]